# Circuit Zolder
Circuit Zolder (også kendt som Circuit Terlaemen) er en fire km lang motorsportsbane ved Heusden-Zolder i Limburg, Belgien. Den blev indviet 19. juni 1963.
I 1973 blev Belgiens Grand Prix i Formel 1 kørt på banen for første gang. Efter en pause året efter, blev der fra 1975 til 1982 igen kørt Formel 1 på banen. Seneste gang var i 1984, efter man havde kørt grand prixet på Circuit de Spa-Francorchamps året før.